# Myricaria germanica
Espèce
Le Tamarin d'Allemagne (Myricaria germanica) est une espèce d'arbrisseaux mesurant de 0,6 à 2,5 m que l'on trouve dans les graviers des bords de torrents en Europe centrale. Il a de petites feuilles en formes d'écailles allongées imbriquées les unes dans les autres. Il fleurit entre mai et juillet en grappes de fleurs blanches à rosées à l'extrémité de la tige. Le fruit a la forme d'une capsule pyramidale.

## Liste des sous-espèces et variétés
Selon Catalogue of Life (24 avril 2016) :
- sous-espèce Myricaria germanica subsp. germanica
- sous-espèce Myricaria germanica subsp. pakistanica

Selon Tropicos (24 avril 2016) (Attention liste brute contenant possiblement des synonymes) :
- sous-espèce Myricaria germanica subsp. alopecuroides (Schrenk ex Fisch. & C.A. Mey.) Kitam.
- sous-espèce Myricaria germanica subsp. pakistanica Qaiser
- variété Myricaria germanica var. alopecuroides (Schrenk ex Fisch. & C.A. Mey.) Maxim.
- variété Myricaria germanica var. bracteata (Royle) Franch.
- variété Myricaria germanica var. laxiflora Franch.
- variété Myricaria germanica var. prostrata (Hook. f. & Thomson) Dyer
- variété Myricaria germanica var. squamosa (Desv.) Maxim.